# Джамбала (аеропорт)
Джамбала (аэропорт)
Аеропорт Джамбала (IATA: DJM, ICAO: FCBD) — це аеропорт, що обслуговує Джамбалу, місто в департаменті Плато Республіки Конго .

## Дивись також
- Транспорт Республіки Конго